# Fütyülő réce
A fütyülő réce (Anas penelope) a madarak osztályának lúdalakúak (Anseriformes) rendjébe és a récefélék (Anatidae) családjába tartozó faj.

## Előfordulása
Európa, Ázsia és Amerika északi részén elterjedt, télen délre vonul. A Kárpát-medencében rendszeres vendég.

## Megjelenése
Testhossza 45–51 centiméter, szárnyfesztávolsága 75–86 centiméter, testtömege pedig 500–1000 gramm. A tojó valamivel kisebb és könnyebb a hímnél.
|  |  |

## Életmódja
A költési időszakon kívül tengerpartok és folyótorkolatok vidékén él. Kisebb-nagyobb csoportokban fordul elő. Napközben a csapatok a vízen tartózkodnak. Veszély esetén gyorsan képes a vízből felszállni és azonnal viszonylag gyorsan repül.
A földön a fütyülőréce gyorsabban és ügyesebben mozog, mint a többi récefaj.
Elsősorban nappal jár táplálék után, de néhol jórészt éjszakai életmódúvá is válhat.
Általában növényevő, de kagylókat és rovarokat is fogyaszt.
Kedvenc eledele az iszapzónákban növő tengerifű. Ezenkívül egyéb növényeket és algákat fogyaszt nagyobb mennyiségben.
A többi récétől eltérően előszeretettel legel a tavak partján található fűfélékből is. Nagyobb rajai gyakran egész fűsávot legelnek le a partokon. Ez az egyetlen réceféle, amelyik így táplálkozik, így más récefajok társaságában ritkán figyelhető meg, de szívesen társul a hasonló életmódú örvös ludak társaságához.

## Szaporodása
Észak-Európa növényekben gazdag sekély tavai és folyói mentén költ.
Udvarlási időszaka április és május hónapokban van. Ilyenkor a gácsérok élénken dürrögnek. Felborzolják fejtollaikat és sárga fejtetőjüket mutogatják a tojóknak.
A tojó a fészket lehetőleg fa vagy bokor alá rakja, főként víz közelébe, majd növényi anyagokkal és tollal béleli ki. Fészekalja 6-11 tojásból áll, melyeken 22-25 napig kotlik. A fiókák fészekhagyók és 6 hetes korukra lesznek önállóak.
|  |

## Védettsége
Magyarországon védett, természetvédelmi értéke 50 000 Ft.